# Ozirce
Ozirce (ukrajinsky Озірце), jinak také Divoké jezero, je jezero sesuvového původu v okresu Chust v Zakarpatské oblasti na Ukrajině. Dosahuje hloubky 10 m. Nachází se v nadmořské výšce 1250 m na severním svahu poloniny Piškoňa, pod horou Hropa a leží v blízkosti Národního parku Siněvir.

## Ostrovy
Na jezírku se nacházejí plovoucí ostrůvky, které jsou tvořeny odumřelými částmi rostlin. Vyrůstají z nich již malé smrčky a jiné dřeviny. Na ostrůvky se nedoporučuje vystoupit, protože hrozí, zcela jistě, propad do vody.

## Vodní režim
Voda v jezeře je mírně mineralizovaná, s maximální teplotou 15 °C. Jezero v zimě zamrzá. Patří do povodí řeky Tereblji (přítok Tisy).

## Flóra a fauna
Zajímavá je pobřežní (litorální) vegetace, rostou zde rašeliníky, vachty a některé druhy horských rostlin, například vstavače. V jezeře lze spatřit pstruhy, střevle, ale třeba i mloky či raky.

## Přístup
Kolem jezírka vede stezka. Na břehu lze využít dva přístřešky, sloužící jako ochrana před nepřízní počasí, jsou vhodné i k přespání. Pohled na jezero a jeho okolí připomíná šumavské slatě.